# Deschwitz
Deschwitz ist eine Ortschaft der Stadt Weida im Landkreis Greiz in Thüringen.

## Geografie
Das ehemalige Vorwerk Deschwitz, dessen Name jetzt der Stadtteil trägt, befindet sich im Norden der Stadt Weida. Westlich führt die Bundesstraße 92 und nördlich die Landesstraße 2330 vorbei. Durch den Ortsteil verläuft eine Bahntrasse.

## Geschichte
Am 4. Oktober 1209 war die erste urkundliche Erwähnung vom Vorwerk Deschwitz.
Das Vorwerk Deschwitz bewirtschaftete 60 ha und gehörte einst zum Kloster Cronschwitz und zum Schloss Mildenfurth. Im Jahr 1925 wurden die Gebäude und das Land der Stadt Weida zugeordnet. Es sollte ausreichender Platz für ein Industriegebiet geschaffen werden, da das Gelände entlang der  Bahnstrecke Werdau–Mehltheuer lag.